# Muriel Roland
 (mars 2016).
Si vous disposez d'ouvrages ou d'articles de référence ou si vous connaissez des sites web de qualité traitant du thème abordé ici, merci de compléter l'article en donnant les références utiles à sa vérifiabilité et en les liant à la section « Notes et références ».
Répertoire
- Hyster d'Heiner Müller
- Ballade nocturne de Gao Xingjian
- Opéra panique d'Alejandro Jodorowsky
- Antigone de Bertolt Brecht
- Le roi se meurt d'Eugène Ionesco

Muriel Roland, née en 1965, est une comédienne, réalisatrice, metteur en scène, et dramaturge française.

## Biographie
Elle intègre l'école internationale de mimodrame Marcel Marceau, et en sort diplômé en 1986. Elle reçoit une formation de chant lyrique et commence une vie artistique professionnelle.
Elle travaille avec le théâtre de la Sphère comme assistante à la mise en scène, et également comme actrice à l'Œil du Silence, centre pédagogique et de recherche sur le geste, dans des pièces comme La mémoire des femmes, Immemoriam, Enfances.
En 1990, elle cofonde et codirige la compagnie Souros et, en 1996, le festival Auteurs en acte à l'Isle-sur-Sorgue, festival tourné vers la création ou de nombreux auteurs contemporains ont présenté leurs créations (Gao Xingjian, Serge Valletti, Rodrigo Garcia, Didier-Georges Gabily, Michael Gluck, Régis Hébette, Jean-Yves Picq… Depuis 2005, le festival se déroule à Bagneux et est organisé conjointement en collaboration avec le Théâtre Victor-Hugo de Bagneux, et la direction des Affaires culturelles de la ville de Bagneux. Elle s'y produit comme chanteuse ou actrice. Elle anime également des ateliers de pratique artistique et ils en assurent la direction artistique avec Marcos Malavia.
Au travers de leur Compagnie Souros, Muriel Roland et Marcos Malavia collaborent depuis 1999 aux diverses structures théâtrales en Bolivie. En partenariat avec la fondation Hombres Nuevos et l'université catholique bolivienne, ils fondèrent en 2004 la première l'école supérieure d'art dramatique de Bolivie, à Santa Cruz de la Sierra. Muriel Roland y participe aux orientations pédagogiques et enseigne le théâtre gestuel, l'écriture scénique, ainsi que la mise en scène.
Elle participe à des projets de proximité dans différents quartiers de Bagneux, comme en 2002 dans le cadre de la rénovation des quartiers des Tertres et des Cuverons, avec des ateliers d'écriture et de mise en scène qui ont conduit à la réalisation d'un livre (Visages du quartier), d'une exposition, et d'un spectacle.

## Théâtre

### Dramaturge
- Clichés ;
- Rosy Belle Caprices et Tentations ;
- Conspirations ;
- La Java de l'absent ;
- 2009 : Corps-texte, d'après elle-même ;
- 2011 : Corps-texte, d'après Jean-Louis Barrault, mise en scène Marcos Malavia ;
- 2011 : Hyster, d'après Heiner Müller, mise en scène Marcos Malavia ;
- 2014 : Souvenirs saxifrages pour demain , texte et mise en scène Muriel Roland.

### Adaptation
- 2014 : Souvenirs saxifrages pour demain.

### Comédienne
- 1994 : La Boucherie ardente de Marcos Malavia, rôle de Gulla' [1];
- 1998 : L'Autre Borges, d'après Jorge Luis Borges, mise en scène Marcos Malavia, rôle de (?) ;
- 1999 : Antigone de Bertolt Brecht, rôle d'Antigone ;
- 2002 : Testament d'un rémouleur, de Marcos Malavia, rôle de Marta ;
- 2005 : Le roi se meurt d'Eugène Ionesco, mise en scène de Marcos Malavia, théâtre de l'Épée de Bois, Cartoucherie de Vincennes du 12 au 26 mars, rôle de Marie ;
- 2007 : Au bord de la vie, de Gao Xingjian, mise en scène Marcos Malavia, rôle de la femme. Reprise en 2010
- 2008 : Opéra panique, d'Alejandro Jodorowsky, mise en scène Marcos Malavia, rôle de (?) ;
- 2010 : Ballade nocturne , de Gao Xingjian, mise en scène Marcos Malavia, avec Muriel Roland et Carmela Delgado, Alicia Quesnel, Corinne Hache, rôle de (?) ;
- 2011 : Hyster, d'après Heiner Müller, mise en scène Marcos Malavia, rôle de (?) ;
- 2013 : Descargar, texte de Marcos Malavia, rôle de (?) ;
- 2013 : Vous n'êtes plus malade, de Marcos Malavia, ainsi que la  mise en scène, rôle de (?) ;
- 2014 : Trilogie hospitalière, rôle de (?)

### Metteur en scène
- 2014 : Souvenirs saxifrages pour demain ;
- Cargo d'après Hamlet-machine ;
- Rivage à l'abandon ;
- Médée - matériau paysage ;
- Argonautes, d'Heiner Müller.

### Directrice d'acteurs[2]
- 2011 : Le Château des clandestins, de Fernando Arrabal, mise en scène de Marcos Malavia. Décor de Erik Priano, costumes de Kinga Kozakowska, théâtre de l'Épée de Bois du 6 au 18 mars 2012 et les 8-14-15 février 2016 au Théâtre El Duende à Ivry-sur-Seine ;
- 2014 : Trilogie hospitalière, texte et mise en scène de Marcos Malavia.

## Chansons
- La Java de l'absent, paroles de Muriel Roland, chantée par l'auteur et par Jean-Pierre Poisson ;
- Le Cabaret de Quat Sous ;
- Hyster, petite conférence musicale.